# Tjustgölen
Tjustgölen är en sjö i Oskarshamns kommun i Småland och ingår i Marströmmen-Viråns kustområde. Sjön är 10,5 meter djup, har en yta på 0,192 kvadratkilometer och befinner sig 3 meter över havet.

## Delavrinningsområde
Tjustgölen ingår i det delavrinningsområde (637955-154534) som SMHI kallar för Rinner mot Gåsfjärden. Medelhöjden är 19 meter över havet och ytan är 36,08 kvadratkilometer. Det finns inga avrinningsområden uppströms utan avrinningsområdet är högsta punkten. Avrinningsområdets utflöde mynnar i havet, utan att ha någon enskild mynningsplats. Avrinningsområdet består mestadels av skog (84 %). Avrinningsområdet har 0,67 kvadratkilometer vattenytor vilket ger det en sjöprocent på 1,9 %. Bebyggelsen i området täcker en yta av 0,9 kvadratkilometer eller 3 % av avrinningsområdet.